# Partido Nacional Independiente (Lesoto)
El Partido Nacional Independiente es un partido político en Lesoto.

## Resultados electorales
| Elección | Votos  | %    | Escaños | +/-   | Estatus            |
| -------- | ------ | ---- | ------- | ----- | ------------------ |
| 1993     | 241    | 0.05 | 0/65    | Nuevo | Extraparlamentario |
| 1998     | 1,644  | 0.28 | 0/80    | 0     | Extraparlamentario |
| 2002     | 30,346 | 5.47 | 5/120   | 5     | Oposición          |
| 2007     |        |      | 21/120  | 16    | Oposición          |
| 2012     | 6,880  | 1.25 | 2/120   | 19    | Oposición          |
| 2015     | 5,404  | 0.95 | 1/120   | 1     | Oposición          |
| 2017     | 6,375  | 1.10 | 1/120   | 0     | Oposición          |
| 2022     | 3,703  | 0.72 | 1/120   | 0     | Oposición          |